# Orthosia fausta
Orthosia fausta là một loài bướm đêm trong họ Noctuidae.